# Observatoire parlementaire d'évaluation des politiques de santé
L'Observatoire Parlementaire d’Evaluation des Politiques de Santé (OPEPS) a été créé en France par la loi de financement de la Sécurité sociale pour 2003, avec pour mission d’informer le Parlement des conséquences des choix de santé publique afin de contribuer au suivi des lois de financement de la sécurité sociale.
L'Office parlementaire d'évaluation des politiques de santé a été supprimé par l'article 3 de la loi n° 2009-689 du 15 juin 2009 tendant à modifier l'ordonnance n° 58-1100 du 17 novembre 1958 relative au fonctionnement des assemblées parlementaires et à compléter le code de justice administrative publiée au Journal Officiel du 16 juin 2009 qui abroge l'article 6 octies de l'ordonnance n° 58-1100 du 17 novembre 1958.

### En savoir plus
- En savoir plus sur l’OPEPS
- Ordonnance n° 58-1100 du 17/11/1958, article 6 octies, créé par la Loi 2002-1487, Tite II, art. 2

### Premiers rapports publiés
- Prévenir les infections nosocomiales : une exigence de qualité des soins hospitaliers
Rapport d'information n° 421 (2005-2006)(2005-2006) de M. Alain Vasselle déposé le 22 juin 2006
- Le bon usage des médicaments psychotropes 
Rapport d'information n° 1387 (12e législature) de Mme Maryvonne BRIOT, député, déposé le 22 juin 2006. Rapport d'information du Sénat n° 422 (2005-2006)
- Obésité : comprendre, aider, prévenir
Rapport d'information n° 8 (2005-2006) de M. Gérard Dériot, déposé le 5 octobre 2005
- La maladie d'Alzheimer et les maladies apparentées
Rapport d'information n° 2454 (12e lég) de Mme Cécile Gallez, député, sur le site de l'Assemblée nationale - 6 juillet 2005
Rapport d'information Sénat n° 466 (2004-2005)
- La prévention des handicaps de l'enfant
Rapport d'information n° 363 (2003-2004) de M.  Francis GIRAUD, déposé le 21 juin 2004
- Les résultats du dépistage du cancer du sein
Rapport d'information n° 1678 (12e lég) de M. Marc Bernier, député, sur le site de l'Assemblée Nationale, déposé le 17 juin 2004
Rapport d'information du Sénat : n° 362 (2003-2004)